# Akademie für Gesellschaftswissenschaften beim ZK der SED
Die Akademie für Gesellschaftswissenschaften beim ZK der SED (AfG) wurde am 21. Dezember 1951 als Institut für Gesellschaftswissenschaften beim ZK der SED (IfG) gegründet und am 21. Dezember 1976 zur Akademie erklärt. Ihr Sitz war Ost-Berlin.
Die AfG war die bedeutendste gesellschaftswissenschaftliche Forschungs- und Ausbildungseinrichtung der SED und die ideologisch-theoretische Leiteinrichtung der SED für die gesamte gesellschaftswissenschaftliche Forschung und Lehre in der DDR. Sie gehörte zum Zuständigkeitsbereich des ZK-Sekretärs für Wissenschaft und war dem Politbüro des ZK der SED unmittelbar rechenschaftspflichtig. Nach der Wende wurde die AfG 1990 aufgelöst.

## Aufgaben
- Begründung und Rechtfertigung der Politik der SED u. a. durch Publikationen.

- Mitwirkung bei der Vorbereitung von SED-Parteibeschlüssen und Beteiligung an der Programmkommission. Hierzu erstellte die AfG Analysen für die Mitglieder der SED-Führung und bereitete Referate für Politbüromitglieder, für Plenartagungen des ZK  oder für wissenschaftliche Konferenzen des ZK vor.

- Planende und kontrollierende Funktionen als Leiteinrichtung der gesellschaftswissenschaftlichen Forschung in der DDR (auf der Grundlage zentraler kurz- und langfristiger Forschungspläne). Über die AfG setzte die SED ihren inhaltlichen und organisatorischen Führungsanspruch im Bereich der Gesellschaftswissenschaften durch. Die AfG formulierte allgemeinverbindliche gesellschaftswissenschaftliche Lehrmeinungen und stand organisatorisch an der Spitze der Hierarchie der gesellschaftswissenschaftlichen Forschungseinrichtungen der DDR.

- Ausbildung der Nomenklaturkader bzw. Nachwuchsnomenklaturkader der SED. Die Ausbildung erfolgte entsprechend der Nomenklaturordnung und den Kaderrichtlinien der SED in einem vierjährigen Studium (Aspirantur). Den Studienabschluss bildete die A-Promotion. Neben der planmäßigen Direktaspirantur gab es auch die Möglichkeit der außerplanmäßigen Aspirantur sowie der planmäßigen B-Aspirantur. Die Delegation zum Studium erfolgte entsprechend den Kaderrichtlinien und der Nomenklaturordnung des ZK der SED. Seit den 70er Jahren gehörten der erfolgreiche Abschluss eines Hochschulstudiums, die Mitgliedschaft in der SED sowie eine mehrjährige Tätigkeit in Parteifunktionen zu den Aufnahmebedingungen. Über den Einsatz der Absolventen beschloss das Sekretariat des ZK.

- Informations-, Dokumentations- und Publikationstätigkeit. Aufgrund der 1966 erfolgten Neuordnung des gesamten Informations- und Dokumentationswesens in der DDR war die AfG seit 1967 „Zentralstelle für die Information und Dokumentation“ für die Fächer Philosophie und Soziologie und gab entsprechenden Informationsdienste heraus. So wurden über das Direktorat für Information und Dokumentation u. a. spezielle monatliche Informationsmaterialien für die Parteiführung zusammengestellt. Als ständige populärwissenschaftliche Reihe erschien in Verantwortung der AfG das „ABC des Marxismus-Leninismus“. Darüber hinaus war die AfG in allen Redaktionen gesellschaftswissenschaftlicher Zeitschriften und in den Beiräten der entsprechenden Verlage sowie in den Herausgeberkollektiven der wichtigsten gesellschaftswissenschaftlichen Reihen vertreten. Federführend war die AfG insbesondere bei der Erarbeitung von verbindlichen Hochschullehrbüchern sowie von Propagandamaterialien der SED.

- Propagandistische Tätigkeit. Diese gehörte zu den vordringlichsten Aufgaben, erfolgte nach zentraler Planung und war rechenschaftspflichtig. Primär wahrgenommen wurde die Aufgabe durch Referate und Vorträge an wissenschaftlichen Einrichtungen, an den Parteischulen der SED und an Bildungseinrichtungen des  Staatsapparates, insbesondere des Ministeriums des Innern, der  Nationalen Volksarmee (NVA), des Ministeriums für Staatssicherheit (MfS) sowie der diversen Massenorganisationen der DDR.

- In Zusammenarbeit mit den Sonderschulen des ZK der SED Veranstaltung sog. Weiterbildungskurse für spezifische Gruppen aus dem Ausland, so u. a. für die Sozialistische Einheitspartei Westberlins (SEW), für die Deutsche Kommunistische Partei (DKP) und für marxistisch-leninistisch orientierte Parteien und Organisationen der „Dritten Welt“ (darunter die PLO).

- Pflege internationaler wissenschaftlicher Kontakte und Zusammenarbeit u. a. mit der AfG beim ZK der Kommunistischen Partei der Sowjetunion (KPdSU) und den entsprechenden Einrichtungen anderer osteuropäischer Staaten.

## Organisationsstruktur
Die AfG wurde von einem Rektor sowie zwei Prorektoren (für Forschung bzw. für Aus- und Weiterbildung) geleitet. Ihnen unterstanden die Direktorate u. a. für: Kader, Auslandsbeziehungen, Information und Dokumentation (einschl. der umfangreichen wissenschaftlichen Bibliothek sowie – in Zusammenarbeit mit den entsprechenden Abteilungen des ZK – einer Stelle zur Auswertung der Westpresse, des Rundfunks und des Fernsehens). Der Rektor der AfG wurde vom ZK der SED berufen.
Die Institute bildeten die eigentliche wissenschaftliche Grundstruktur der AfG. Es gab Institute für marxistisch-leninistische Philosophie (Lothar Berthold, Erich Hahn, Alfred Kosing), für politische Ökonomie (Max Schmidt), für wissenschaftlichen Kommunismus (Rolf Reißig), für Geschichte, für die deutsche und internationale Arbeiterbewegung (Walter Schmidt), für Soziologie (Rudi Weidig), für marxistisch-leninistische Kultur- und Kunstwissenschaften (Hans Koch, Horst Haase), für Imperialismusforschung (Heinz Petrak).
Die Institute waren ihrerseits in Fachrichtungen untergliedert, in denen die Forschungsgruppen arbeiteten. Letztere waren keine dauerhaften Einrichtungen; ihre Zusammensetzung und Aufgabenstellung variierte in Abhängigkeit von der Forschungsplanung bzw. den aktuellen Aufträgen der Parteiführung. In jedem Institut arbeiteten Professoren, Dozenten, wissenschaftliche Oberassistenten, Assistenten und wissenschaftliche Mitarbeiter. Die Aspiranten waren in die Arbeit der Forschungsgruppen unmittelbar einbezogen.
Von den Wissenschaftlichen Räten (WR), die in der DDR ab 1969 als forschungsleitende und koordinierende Gremien auf Beschluss des Politbüros des ZK der SED (vom 22. Oktober 1968) gebildet wurden, waren der AfG die folgenden zugeordnet: WR für marxistisch-leninistische Philosophie; Rat für wissenschaftlichen Kommunismus; WR für politische Ökonomie des Sozialismus; WR für soziologische Forschung; WR für marxistisch-leninistische Kultur- und Kunstwissenschaften; WR für internationale Arbeiterbewegung (Marxismus-Leninismus).
Mitglieder der AfG waren darüber hinaus auch in anderen Wissenschaftlichen Räten und in weiteren Akademien der DDR vertreten.
Zuständiges Politbüromitglied für die Akademie war Kurt Hager.

## Auflösung 1990
Die AfG zählte Anfang der 1980er Jahre ca. 700, Ende 1989 ca. 1000 Mitarbeiter und Aspiranten. Im April 1990 hatten zahlreiche Mitarbeiter die AfG verlassen oder waren in den vorzeitigen Ruhestand versetzt worden. Auf Beschluss der Vollversammlung der Mitarbeiter legte die AfG im November 1989 den Zusatz „beim ZK der SED“ ab und wählte erstmals den Leiter der Akademie – Rolf Reißig. 1990 wurde die AfG aufgelöst.

## Leitung
Direktoren und Rektoren des IfG
- Helene Berg von 1951 bis 1961 (Direktorin)
- Otto Reinhold von 1961 bis 1976 (Direktor)
- Otto Reinhold von 1976 bis November 1989 (Rektor)

Nach dem Rücktritt Otto Reinholds wählten die Mitarbeiter im November 1989 Rolf Reißig zum Leiter bis zur Auflösung 1990.
Weitere Mitglieder des Rektorats
- Karl-Heinz Stiemerling (Prorektor für Forschung bis 1984)
- Heinz Hümmler (Prorektor für Aus- und Weiterbildung bis 1984, dann Prorektor für Forschung)
- Ulrich Thiede (Prorektor für Aus- und Weiterbildung ab 1984)
- Joachim Heise (Rektoratsbereichsleiter für Aus- und Weiterbildung)

Otto Reinhold sowie die Institutsdirektoren Erich Hahn und Hans Koch waren zugleich Mitglieder des ZK der SED.